# Dianleucauge deelemanae
Dianleucauge deelemanae is een spinnensoort in de taxonomische indeling van de strekspinnen.
Het dier behoort tot het geslacht Dianleucauge. De wetenschappelijke naam van de soort werd voor het eerst geldig gepubliceerd in 1994 door Song & Zhu.